# 古多 (石勒苏益格-荷尔斯泰因州)
古多（德語：Gudow）是德国石勒苏益格－荷尔斯泰因州的一个市镇。总面积42.26平方公里，总人口1621人，其中男性806人，女性815人（2011年12月31日），人口密度38人/平方公里。